# Тоумань
Тоумань (кит. трад. 頭曼, упр. 头曼, пиньинь Tóumàn; гипотетически монгольское «Томэнь», «Томань», «Тэумань» или «Тумынь») — шаньюй хунну с 220 по 209 год до н. э.

## Биография
Первый шаньюй, известный по имени. В его правление хунну были стеснены юэчжами, Дунху и империей Цинь. Когда империя Цинь ослабела, из-за смуты смог вернуть себе часть Ордоса. Будучи подговоренным своей второй женой, Тоумань отдал своего старшего сына Модэ (или Маодунь) в заложники к юэчжам и напал на них с тем, чтобы они убили Модэ. Модэ, предупреждённый слугой, бежал, а получив от отца войско, усилившийся Модэ убил Тоуманя и своего младшего брата.

## Отождествление с Кара-ханом
Персидский историк Хондемир и хан Абу-л-Гази передают рассказ о Кара-хане, сыне Монгол-хана, который зимой кочевал в Каракуме и по берегам Сырдарьи, а летом в горах Улуг-таг и Кичик-таг (совр. Улутау). У него случился конфликт на почве религии со своим старшим сыном и наследником Огузом (Угузом), принявшим втайне от отца ислам. Из-за этого Кара-хан вознамерился убить сына, застигнув того во время охоты, однако сам был (им) убит.
Иакинф (Бичурин) предполагал, что в этой истории за именем Огуз скрывается хуннский царевич Модэ, а его отец Кара-хан — это Тумань (Томань). Мнение Иакинфа поддерживает М. Соегов, указывающий в том числе на сходство первичного лексического значения имён Тумань и Кара-хан: тум/тун переводится как «ночная мгла», «ночь», а кара/гара как «чёрный» (гаранклы — «темнота»).
В то же время именем Кара-хан назывались и другие фигуры: один из сыновей первого правителя туранцев Афрасиаба (согласно «Шахнаме» Фирдоуси), а также отец Сатука Богра-хана, основателя Караханидского государства (согласно «Огуз-наме» Рашид ад-Дина).
Но в современной историографии описаный случай ссоры на почве религии считается связаным со сменой династии в Карлукском каганате и впоследствии принятии ислама в уже Караханидском ханстве.